# Biblioteca del Collegio Borromeo
La Biblioteca del Collegio Borromeo e una delle più antiche di Pavia, sorse infatti nella seconda metà del XVI secolo e conta un patrimonio di più di 40.000 volumi, oltre 2.300 volumi antichi e 70 periodici, tutti attivi.

## La storia e la sede
Il collegio Borromeo venne fondato nel 1561 da Carlo Borromeo e il palazzo del collegio, progettato da Pellegrino Tibaldi, venne ultimato nel 1588, dopo che guida del cantiere era passata dal Tibaldi a Francesco Maria Richini. Il palazzo, in stile manierista, presenta un impianto a corte centrale con un imponente cortile di forma quadrata e dotato di doppio loggiato, sorretto da colonne binate in granito provviste al piano terreno di capitelli ionico, mentre al primo sono in stile dorico. Dentro al cortile, al piano terreno, si trova la biblioteca che verosimilmente cominciò a formarsi già nei primi anni di attività del nuovo collegio. Va infatti evidenziato che le ore dei collegiali erano scandite dalla lettura, dato che, oltre allo studio, a turno dovevano leggere nel refettorio durante i pasti. Inoltre il collegio era tenuto a fornire (in prestito) ai collegiali i costosi volumi necessari per lo studio delle discipline universitarie e fu proprio per venire incontro a tela esigenza che, fin dai primissimi d’esistenza del collegio, cominciarono a formarsi le prime raccolte librarie. Nei secoli seguenti, la biblioteca è stata costantemente arricchita sia tramite l’acquisto di nuovi volumi, sia grazie alla donazione di fondi librari, gran parte di essi per lascito da parte di grandi intellettuali e studiosi, alcuni dei quali furono allievi del collegio. Va infine segnato che, lungo la sua grande storia, la biblioteca subì in due occasioni la perdita, in favore dell’università di Pavia, di diversi volumi. Tra il 1773 e il 1779 Gregorio Fontana, per ordine del governatore della Lombardia Austriaca Carlo Giuseppe di Firmian, poté estrarre dalla biblioteca diversi volumi di pregio per arricchire il patrimonio librario della Biblioteca Universitaria. Ben più pesante fu, nel 1926, la cessione alla neonata biblioteca della Facoltà di Scienze Politiche di circa 4.300 volumi inerenti discipline sociali e politiche.

## Fondi librari
Fondo Biblioteca Antica: conserva circa 2.000 volumi impressi tra il XV e XIX secolo, dei più svariati argomenti (storia, diritto, filosofia, teologia, letteratura e scienze), alcuni di grande pregio, come i Trionfi e canzoniere di Francesco Petrarca stampato a Venezia da Bernardino da Novara nel 1488 o l’edizione de I promessi sposi arricchita dalle illustrazioni di Francesco Gonin (1840- 1842). Il fondo è fase di catalogazione e tra i circa 1.600 volumi attualmente censiti si sono ritrovati 10 incunaboli, 180 cinquecentine e 860 testi risalenti ai secoli XVII e XVIII.
Fondo Gabba: conserva più di 300 volumi antichi (principalmente editi tra XVI e XVIII secolo), riguardanti soprattutto la storia antica, donato da Emilio Gabba (Pavia 1927- 2013), docente di Storia Romana presso le università di Pisa (1958 -1974) e Pavia (1974- 1996), direttore della Rivista storica italiana dal 1995 al 2005 e accademico dei Lincei.
Fondo Angelini: donato da Cesare Angelini (Albuzzano 1886- Pavia 1976), presbitero, scrittore e critico letterario, insegnò Lettere presso il seminario di Cesena e poi fu rettore del collegio dal 1939 al 1961. Il fondo è formato da 84 volumi di argomento letterario.
Fondo Zanoni: raccoglie la biblioteca personale di Emilio Zanoni (Cremona 1914- Ponte di Legno 1995), allievo del collegio e poi, dopo la laurea in giurisprudenza, intraprese la carriera politica nelle file del Partito Socialista Italiano, divenendo sindaco di Cremona dal 1970 al 1980 e senatore della repubblica nel 1958.
Fondo Rotondi: conserva volumi appartenuto a Mario Rotondi (Gorla Minore 1900- Milano 1984), alunno del collegio, Rotondi fu docente di Diritto Commerciale presso l’università di Pavia, nel 1931, non volendo prestare giuramento di fedeltà al regime fascista, passò all’università Cattolica di Milano, dove rimase fino al 1946, quando rientrò a Pavia. Nel 1964 divenne docente di Diritto Privato presso l’università Statale di Milano, ricoprendo, contemporaneamente anche il ruolo di professore incaricato alla Bocconi di Milano.

## L'archivio
L’archivio del Collegio Borromeo conserva non solo la documentazione riguardante l’ente (compresa la bolla emanata da papa Pio IV il 15 ottobre 1561 con la quale era istituito il collegio), ma anche parte dell’archivio del monastero di San Maiolo, le cui proprietà fondiarie passarono nel 1564 al collegio, documentazione donata da ex alunni o docenti universitari e la fototeca, parzialmente digitalizzata.

## Fondi archivistici
Fondo Possessioni (estremi cronologici 1320- 1900): che raccoglie la documentazione riguardante sia la costruzione del palazzo del collegio, sia le numerose possessioni, soprattutto agricole, del collegio (per lo più situate nei territori di Arona, Barbianello, Bassignana, Besate, Bissone, Borgarello, Broni, Casatisma, Casei Gerola, Cigognola, Comairano, Ferrera Erbognone, Milano, Pavia, Pegazzera, Pietra de’ Giorgi, Pieve Porto Morone, Redavalle, San Genesio, San Martino Siccomario; San Re, Scaldasole, Vigevano e Voghera). il fondo conserva numerosissime mappe e disegni degli edifici, dei fondi agricoli e delle canalizzazioni idriche.
Fondo Amministrazione, Contabilità, Alunni (XV secolo- 1985): dove si conserva la documentazione inerente all’amministrazione del collegio e delle sue proprietà, la contabilità, i lasciti a favore dell’ente, la corrispondenza tra i patroni e i rettori e la documentazione riguardante i collegiali.
Fondo Registri (1501- 1965): costituito da circa 750 registri rilegati, cinque dei quali relativi al monastero di San Maiolo, contenenti protocolli, elenchi degli alunni, inventari, libri di cassa e libri contabili riguardanti vari aspetti dell’amministrazione dell’ente, come 74 registri relativi all’acquisto di generi alimentari (1585- 1952).
Fondo Pergamene (982- 1776): conserva 446 pergamene, gran parte di esse, circa 350, provenienti dall’archivio del monastero di San Maiolo e riguardanti, soprattutto, le proprietà fondiarie del cenobio.
Fondo Casorati: contenente le carte di Felice Casorati (Pavia 1835- Casteggio 1890), docente prima di Algebra e Geometria Analitica e poi di Calcolo Infinitesimale presso l’università di Pavia e accademico dei Lincei. Il fondo conserva anche la fittissima corrispondenza tra Casorati e i principali matematici italiani e stranieri.

## Curiosità
All'interno del fondo Registri, nella serie Trattamenti e Cibarie, si conserva l'elenco delle portate stabilito per il pranzo del 23 dicembre 1599, nel quale compaiono anche dei "pani grossi" prodotti con burro, uvetta e spezie che dovevano essere dati ai collegiali il giorno di Natale. Si tratterebbe questa della prima menzione certa del noto panettone.